# 885
885 (DCCCLXXXV) var ett normalår som började en fredag i den julianska kalendern.

## Händelser

### September
- September – Sedan Hadrianus III har avlidit samma månad väljs Stefan V till påve.

### Okänt datum
- Vikingar inleder en belägring av Paris, som kommer att vara till året därpå.

## Födda
- Erik Blodyx, kung av Norge 933–935.
- Toda, drottning och regent i Navarra.
- Huang Conggu, kinesisk administratör.

## Avlidna
- 6 april – Methodios, grekisk lärd och kristen missionär (född 826).
- September – Hadrianus III, påve sedan 884.
- Liutgard av Sachsen, drottning av Östfrankiska riket (Tyskland) och Bayern.